# Qidong (Nantong)
| Qidong 启东                   | Qidong 启东                     |
| ----------------------------- | ------------------------------- |
| Blick von Nordwesten          |                                 |
| Qǐdōng Shì • 启东市           |                                 |
| Staat:                        | Volksrepublik China             |
| Provinz:                      | Jiangsu                         |
| Koordinaten:                  | 31° 49′ N, 121° 39′ O           |
| Einwohnerzahlen (Zensus 2010) |                                 |
| – Urbane Bevölkerung:         | 972.525                         |
| Fläche                        |                                 |
| – Urbanes Stadtgebiet:        | 1.208 km2                       |
| Bevölkerungsdichte (2010)     |                                 |
| – Urbanes Stadtgebiet:        | 905 Einwohner/km2               |
| Sonstiges                     |                                 |
| Zeitzone:                     | China Standard Time (CST) UTC+8 |
| Postleitzahl:                 | 226200                          |
| Vorwahl:                      | (+86)5232                       |
| Offizielle Website:           | http://www.shenyang.gov.cn/     |

Qidong (启东市,  Qǐdōng Shì) ist eine chinesische kreisfreie Stadt in der Provinz Jiangsu an der Mündung des Jangtsekiang. Sie gehört zum Verwaltungsgebiet der bezirksfreien Stadt Nantong. Qidong hat eine Fläche von 1.208 km² und 972.525 Einwohner (Stand: Zensus 2010). Hauptort ist die Großgemeinde Huilong (汇龙镇).

## Administrative Gliederung
Auf Gemeindeebene setzt sich die kreisfreie Stadt aus dreiundzwanzig Großgemeinden und einer Gemeinde zusammen. Diese sind:
- Großgemeinde Huilong 汇龙镇
- Großgemeinde Daxing 大兴镇
- Großgemeinde Nanyang 南阳镇
- Großgemeinde Huifeng 惠丰镇
- Großgemeinde Minzhu 民主镇
- Großgemeinde Beixin 北新镇
- Großgemeinde Jiulong 久隆镇
- Großgemeinde Wangbao 王鲍镇
- Großgemeinde Hezuo 合作镇
- Großgemeinde Zhiliang 志良镇
- Großgemeinde Lüsigang 吕四港镇
- Großgemeinde Tianfen 天汾镇
- Großgemeinde Zhaomin 兆民镇
- Großgemeinde Minfu 海复镇
- Großgemeinde Shaozhi 少直镇
- Großgemeinde Xiangyang 向阳镇
- Großgemeinde Dongyuan 东元镇
- Großgemeinde Jinhai 近海镇
- Großgemeinde Yinyang 寅阳镇
- Großgemeinde Hehe 和合镇
- Großgemeinde Huiping 惠萍镇
- Großgemeinde Xin’an 新安镇
- Großgemeinde Donghai 东海镇

- Gemeinde Qilong 启隆乡

## Sprache und Dialekte
In Qidong werden verschiedene Dialekte des Wu-Chinesischen gesprochen. Die Mehrheit der Bevölkerung spricht den Qidong-Dialekt (启东话; 啓東話; Qǐdōng Huà), einen Vertreter des nördlichen Wu-Chinesisch, der große Ähnlichkeiten mit dem Chongming-Dialekt in Shanghai aufweist und gelegentlich mit dem Shanghai-Dialekt verglichen wird.
In der Hafenstadt Lüsi (吕四镇; Lǚsì Zhèn), einem Teil von Qidong, ist hingegen der Lüsi-Dialekt (吕四话; 呂四話; Lǚsì Huà), auch bekannt als Tongdong-Dialekt (通东话; 通東話; Tōngdōng Huà), verbreitet. Dieser unterscheidet sich deutlich vom Qidong-Dialekt, insbesondere in Aussprache und Wortschatz, sodass die beiden Varianten in der Regel nicht gegenseitig verständlich sind.
Da sich wirtschaftliche, administrative und bildungsbezogene Einrichtungen vorwiegend in der Stadt Huilong, dem Verwaltungszentrum von Qidong, befinden, hat ein großer Teil der Bevölkerung in Lüsi den Qidong-Dialekt zumindest passiv erlernt. Inzwischen sind viele Einwohner auch aktiv in der Lage, diesen zu sprechen, um die Kommunikation im Alltag zu erleichtern.
Obwohl beide Dialekte zur nördlichen Wu-Gruppe gehören, bestehen aufgrund historisch-kultureller Unterschiede weiterhin signifikante Abweichungen, insbesondere im lexikalischen Bereich.

## Wirtschaft
Qidong ist ein Offshore-Engineering- und Bauzentrum mit Unternehmen wie COSCO, SINOPACIFIC, Specialty Process Equipment Corporation (SPEC), Shanghai Zhen Hua Heavy Industries (ZPMC), Qidong Marine Engineering Company Limited (ehemals DAODA Heavy Industry) und mehreren anderen Schwerindustrie-, Werft- und Fertigungsanlagen.
Zu den wichtigsten landwirtschaftlichen Nutzpflanzen der Region zählen Weizen, Mais, Sojabohnen, Erdnüsse, Yamswurzeln und Baumwolle. Das Klima begünstigt den Anbau von Birnen, Pfirsichen, Orangen und Wassermelonen. Für einige Landbewohner ist die Fischerei eine wichtige Einnahmequelle.

## Verkehrsanbindung
- Ningqi-Bahn. Die 365 km lange Bahnstrecke verbindet Nanjing mit Qidong.

- Die Chongqi-Brücke verbindet die Stadt Qidong mit der Insel Chongming.

- National Highway 228
- Beginn des National Highway 328
- Beginn des National Highway 345

## Klima
Es gibt vier ausgeprägte Jahreszeiten in Qidong Frühling, Sommer, Herbst und einen milden Winter. Im Sommer dauert der Monsun wochenlang und es gibt reichlich Regen.

## Söhne und Töchter
- Joseph Shen Bin (* 1970), katholischer Geistlicher, Bischof von Shanghai

## Qidong-Proteste
Im Juli 2012 kam es in der Stadt Qidong zu massiven Protesten gegen eine geplante Abwasserpipeline. Diese sollte Industrieabwässer einer Papierfabrik der japanischen Firma Oji Paper Company, die im benachbarten Nantong errichtet worden war, an die Küste von Qidong leiten. Die geplanten Einleitungen in das Meer weckten bei der lokalen Bevölkerung große Besorgnis hinsichtlich möglicher Umwelt- und Trinkwasserbelastungen.
Die Unzufriedenheit wurde zusätzlich durch Gerüchte befeuert, wonach lokale Behörden, darunter der Bürgermeister, bestochen worden seien. Im Kontext angespannter sino-japanischer Beziehungen infolge des Streits um die Senkaku-Inseln kam es zu einer Welle antijapanischer Proteste in ganz China.
Schätzungsweise 10.000 Menschen beteiligten sich an den Demonstrationen. Teile der Proteste eskalierten. Demonstrierende warfen Steine auf das Regierungsgebäude, demolierten Fahrzeuge und drangen schließlich in das Verwaltungsgebäude ein, wo sie mutmaßlich luxuriöse Konsumgüter wie edle Spirituosen, Uhren und Kondome entdeckten was den Zorn auf die Behörden zusätzlich anfachte.